# NMBS/SNCB
Nationale Maatschappij der Belgische Spoorwegen (NMBS, nederländska) eller Société nationale des chemins de fer belges (SNCB, franska) är Belgiens statliga järnvägsbolag för både persontrafik och godstrafik, grundat 1926. Huvudkontoret ligger i Bryssel. 
Ursprungligen hade bolaget ansvar för både järnvägsinfrastrukturen och tågtrafiken i Belgien. 2004 skedde en uppdelning och infrastrukturen överfördes till ett nytt statligt bolag, Infrabel.
Infrabel och SNCB har ett gemensamt dotterbolag, HR Rail, som formellt är arbetsgivare till alla anställda i de båda bolagen.

## Järnvägsnätet
NMBS/SNCB har monopol på den inhemska reguljära järnvägstrafiken, vilken består av följande tågkategorier:
- Intercity, gör endast uppehåll i de större stationerna
- S-trein (liknas vid franska RER)
- L-trein, helt vanligt lokaltåg
- P-trein, insatståg
- Intercity-Toerist (ICT), turistiska tåg som oftast består av museimateriel (numera T-trein)